# مورو (جزيرة)
جزيرة مورو (بالإسبانية: Isla de Mouro) جزيرة إسبانية تقع في بحر كانتابريا، هي تابعة لمنطقة كانتابريا شمال إسبانيا.
تبلغ مساحة جزيرة مورو 0,2 كم².

## معرض صور

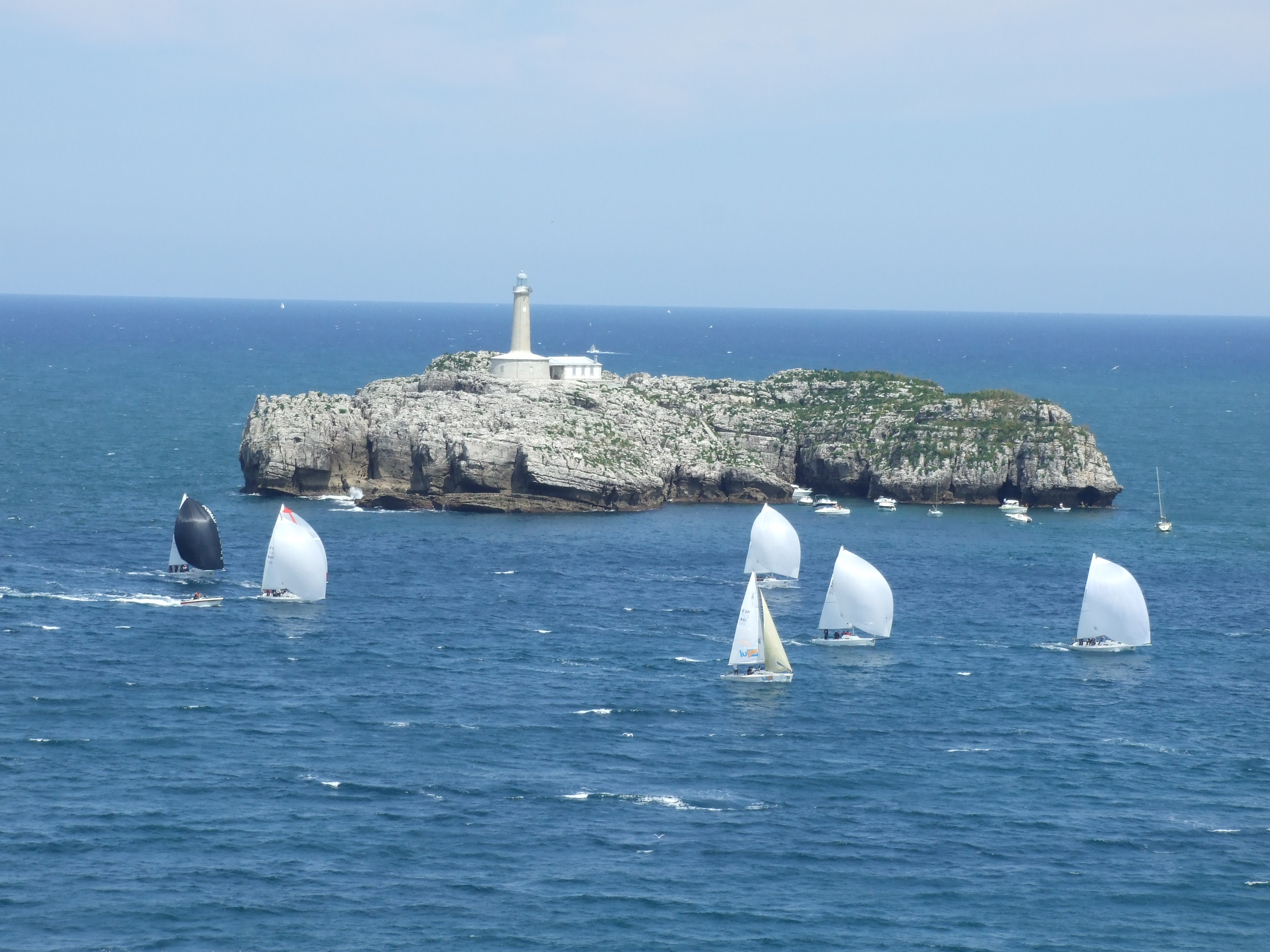
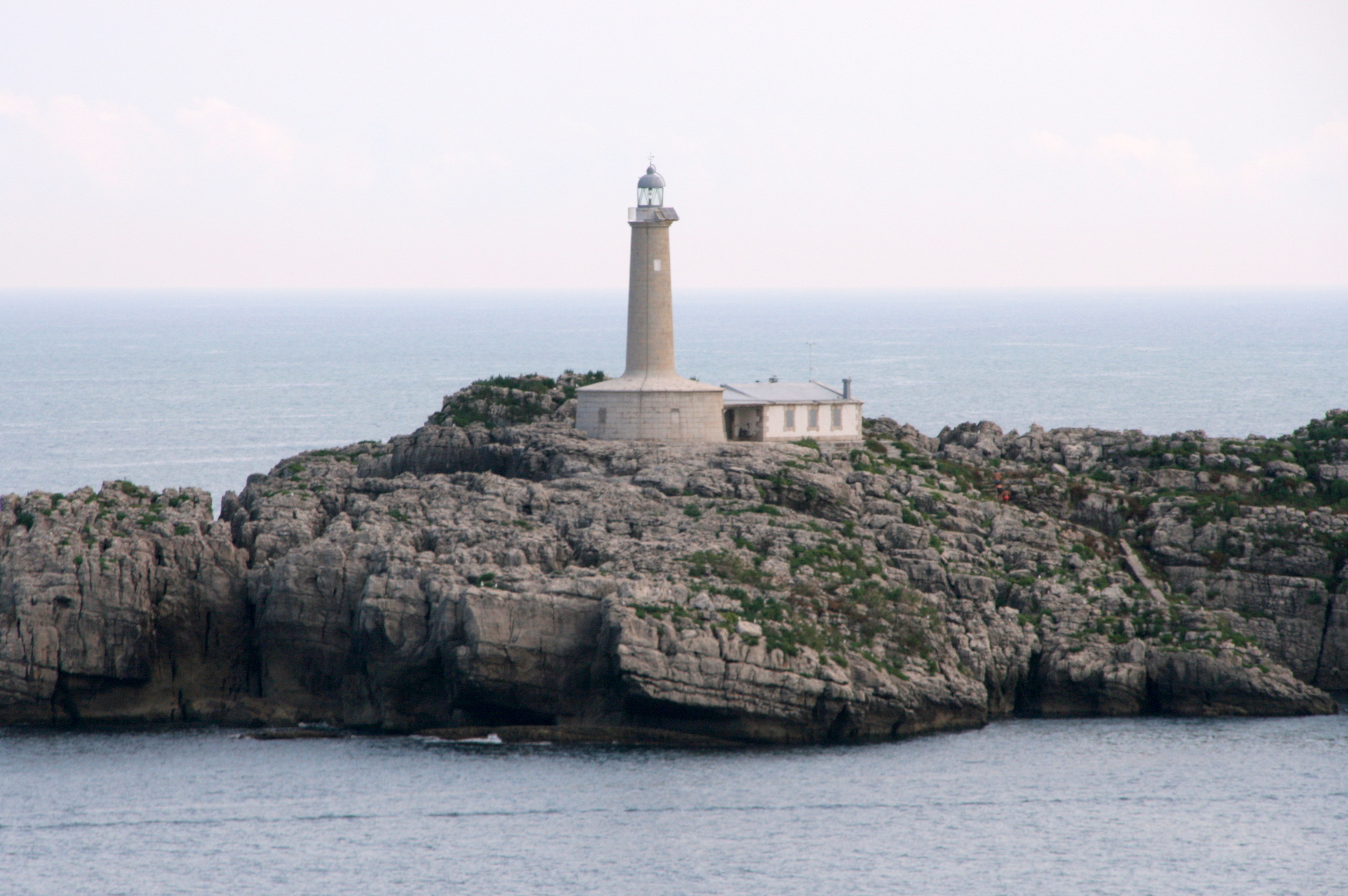
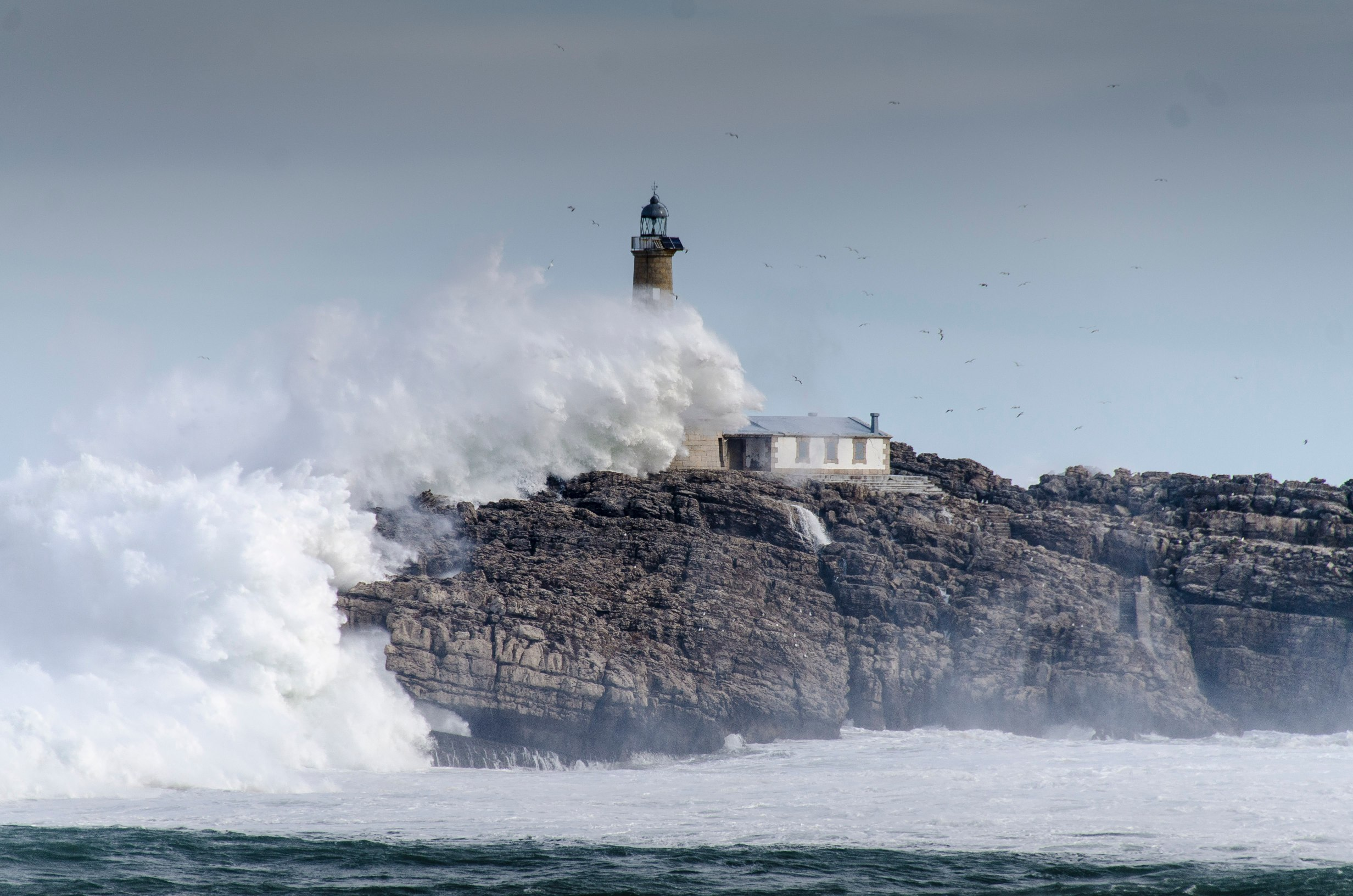
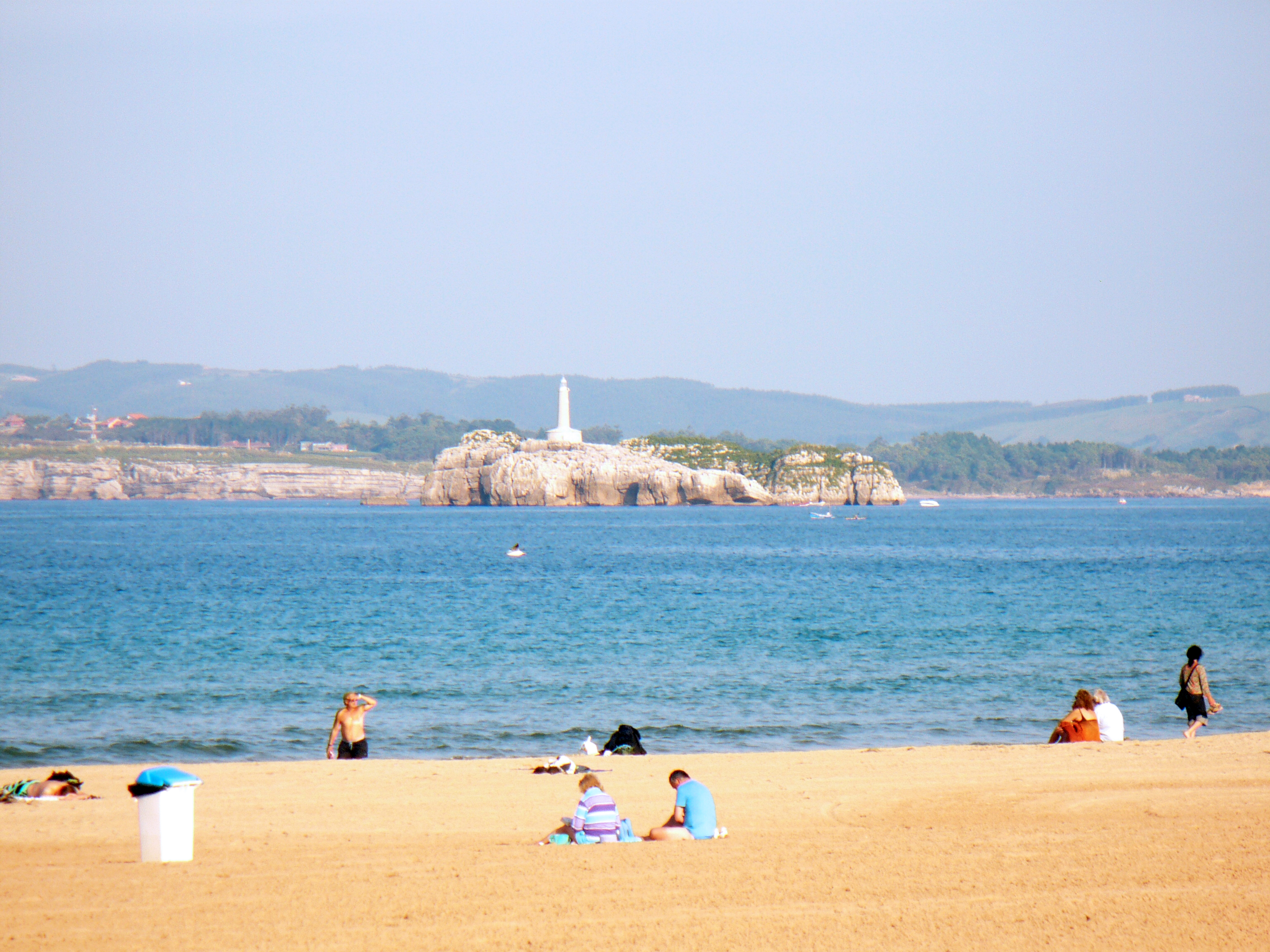